# パット・トゥーメイ
パット・トゥーメイ（Pat Toomay 1948年5月17日- ）はカリフォルニア州ポモナ出身の元アメリカンフットボール選手。

## 経歴
ヴァンダービルト大学を卒業後、1970年のNFLドラフト6巡目でダラス・カウボーイズに指名されて入団した。ディフェンシブエンドとしては小柄だった彼は主に控え選手としてプレーした。ジョージ・アンドリーが引退したため、3年目の1972年、右ディフェンシブエンドで先発することとなったが、手を負傷したため、出場機会は限られたものとなった。NFLはQBサックを1982年まで公式記録としなかったが、カウボーイズは非公式にQBサックの記録を残しており、1973年、チーム2位の8サック、1インターセプト、1ファンブルリカバーを記録した。1974年、ドラフト1巡で入団したトゥー・トール・ジョーンズと出場機会を分け合った。この年彼は主にラン攻撃が予想される場面で起用された。
ダラス・カウボーイズ時代にはドゥームズデイ・ディフェンス(Doomsday Defense)の一員としてプレーし、第5回スーパーボウル、第6回スーパーボウルの出場に貢献し、第6回では優勝を経験した。
フリーエージェントとなった彼は、1975年7月19日、バッファロー・ビルズに1977年のドラフト2巡指名権と引き換えにトレードされた。1975年、彼はビルズの守備MVPに選ばれた。シアトル・シーホークス、タンパベイ・バッカニアーズがエクスパンションチームとして加入するため行われるエクスパンションドラフトで彼はプロテクトを受けず、タンパベイ・バッカニアーズに指名された。1976年、右ディフェンシブエンドとして先発出場したが、バッカニアーズは0勝14敗に終わった。2008年デトロイト・ライオンズが開幕から15連敗したところで彼は自分達のような経験をしてほしくないと述べた。
1977年、レイダースのオーナー、アル・デービスは右サイドのパスラッシャーとして彼を高く評価し、ドラフト指名権とのトレードで彼を獲得した。この年彼は17サックを記録した。1978年は5サックを記録した。1979年8月6日、レイダースからウェイバーされた。その後レイダースと契約、シーズン終了後に現役を引退した。
彼はNFLに関して2つの著書を出しており、1つは、『The Crunch, an irreverent look at life with the Tom Landry era Cowboys』、もう1つは小説、エニイ・ギブン・サンデーである。後者はオリヴァー・ストーン監督が映画化、彼もY・A・ティトルがアシスタントコーチを演じるチームの選手として出演した。

## 家族
彼の父親のジョンは、1943年にアメリカ陸軍航空軍に入隊した。6フィート7インチと身長の高かった彼はパイロットにはなれず、情報将校として勤務した。1946年9月に大尉で除隊されるまでの間、14か月間グリーンランドの基地で勤務した。
1947年から1950年までの間、彼はプロバスケットボールチームのシカゴ・スタッグズ、プロビデンス・スティームローラーズ、ボルチモア・ブレッツ、ワシントン・キャピトルズ、デンバー・ナゲッツでプレーした。当時NBA記録となるプレーオフでの8ファウルを記録した（現在のNBAルールでは6ファウルで退場となる。）。ファウルが累積したが彼がプレーを続けたのは、ベンチに控え選手がいなかったためである。
朝鮮戦争の勃発により、1950年8月から7年間、アメリカ国内、日本、ハワイなどで将校として勤務した。1972年から1979年まではペンタゴンで勤務した。1976年2月9日に少将に昇進した。